# Ервин (Јужна Дакота)
Ервин (енгл. Erwin) град је у америчкој савезној држави Јужна Дакота.

## Демографија
По попису из 2010. године број становника је 45, што је 13 (-22,4%) становника мање него 2000. године.
| Група             | 2000.       | 2010.      |
| Белци             | 58 (100,0%) | 41 (91,1%) |
| Афроамериканци    | 0 (0,0%)    | 0 (0,0%)   |
| Азијати           | 0 (0,0%)    | 0 (0,0%)   |
| Хиспаноамериканци | 0 (0,0%)    | 3 (6,7%)   |
| Укупно            | 58          | 45         |